# Dujiangyan
Dujiangyan léase Duchiáng-Yán (en chino: 都江堰市, pinyin: Dūjiāngyàn Shí) es una ciudad satélite bajo la administración directa de la Subprovincia de Chengdu, capital provincial de Sichuan. El municipio yace en una llanura con una altitud promedio de 700 m s. n. m., ubicada a 56 km al noroeste del centro financiero de la ciudad, formando una ciudad intermedia en Chengdu. Su área total es de 1208 km² y su población proyectada para 2013 fue de 657 996 habitantes.
La división de la ciudad también es conocida como Guanxian, que significa literalmente Condado Irrigación, tal administración fue en 1988 cuando el Consejo de Estado abolió el condado ascendiendo la región a ciudad-condado.

## Administración
La ciudad de Dujiangyan se divide en 19 pueblos que se administran en 17 poblados y 2 villas.
- Pueblos:
  - Guankou (灌口镇)
  - Xingfu (幸福镇)
  - Puyang (蒲阳镇)
  - Juyuan (聚源镇)
  - Chongyi (崇义镇)
  - Tianma (天马镇)
  - Shiyang (石羊镇)
  - Liujie (柳街镇)
  - Yutang (玉堂镇)
  - Zhongxing (中兴镇)
  - Qingchengshan (青城山镇)
  - Longchi (龙池镇)
  - Xujia (胥家镇)
  - Anlong (安龙镇)
  - Daguan (大观镇)
  - Zipingpu (紫坪铺镇)
  - Cuiyuehu (翠月湖镇)
- Villas:
  - Xiang'e (向峨乡)
  - Hongkou (虹口乡)

## Historia
Alrededor del 250 aC durante el período de los reinos combatientes, Li Bing, un gobernador de Shu (actual provincia de Sichuan) en el estado de Qin con su hijo dirigió la construcción de Dujiangyan. Li Bing abandonó las viejas formas de construcción de represas, que estaban simplemente dirigidas al control de inundaciones, empleando un nuevo método de canalización y división del agua del río Min. Lo logró separando el proyecto en dos partes principales: el trabajo de la cabeza y el sistema de riego. Todo el sistema ha funcionado durante 2000 años, previniendo inundaciones y proveyendo irrigación sustancial y facilitando el envío y la deriva de la madera. 
El 12 de mayo de 2008, la ciudad fue la más cercana al epicentro del terremoto de Sichuan de 2008 y la ciudad sufrió graves daños. La Escuela Primaria Xinjian, la Escuela Secundaria Juyuan y la Escuela Secundaria Xiang'e se derrumbaron en el terremoto. 

## Geografía
La ciudad de Dujiangyan está ubicada en el extremo noroeste de la llanura de Chengdu, con montañas al norte, sur y oeste, lo que representa el 65% del área total. Tiene 54 kilómetros de ancho de este a oeste y 68 kilómetros de norte a sur.  El terreno es relativamente alto con picos que llegan hasta los 4500 m s. n. m. y una zona de llanura donde yace la zona urbana que ronda los 700 m s. n. m. Al sur corre el río Min lo que llevó la construcción del Sistema de irrigación de Dujiangyan en el siglo III a. C. y que continúa hasta la actualidad.